# Némethi András
Némethi András (Erdőszentgyörgy, 1959. május 29. –) Széchenyi-díjas erdélyi származású magyar matematikus, egyetemi tanár, a Magyar Tudományos Akadémia rendes tagja.

## Életpályája
Segesváron érettségizett, Bukarestben végzett matematika szakot 1983-ban, majd ugyanott a mai mesterszaknak megfelelő posztgraduális képzésben vett részt. 1985–1990 között Bukarestben kutató matematikusként dolgozott. 1990-ben doktorált Bukarestben, 1991-ben Ohióban. 1991-től Ohióban tanított, végigjárva az egyetemi fokozatokat egészen az egyetemi tanáriig. 2004-től a budapesti Rényi Alfréd Matematikai Kutatóintézetben kutató, 2008-tól pedig az ELTE-n is tanít a geometria tanszéken egyetemi tanári minőségben. 2001-ben megkapta az MTA doktora címet, 2007-ben elnyerte az MTA Rényi-díját, 2010-ben pedig az Akadémiai díjat. 2017-ben Széchenyi-díjban részesült. 2019-ben a Magyar Tudományos Akadémia levelező, 2025-ben rendes tagjává választották.

## Munkássága
Kutatási területei a szingularitás elmélete, algebrai geometria és algebrai topológia.

### Válogatott cikkei
- Némethi, András: Two exact sequences for lattice cohomology. Noncommutative geometry and global analysis, Contemp. Math.,546, Amer. Math. Soc., Providence, RI, 2011.
- Némethi, András: The Seiberg-Witten invariants of negative definite plumbed 3-manifolds. J. Eur. Math. Soc. (JEMS) 13 (2011), no. 4, 959–974.
- Némethi, A.; Neumann, Walter D.; Pichon, A.: Principal analytic link theory in homology sphere links. Topology of algebraic varieties and singularities, 377–387, Contemp. Math.'1, 538, Amer. Math. Soc., Providence, RI, 2011.
- Kerner, Dmitry; Némethi, András: The Milnor fibre signature is not semi-continuous. Topology of algebraic varieties and singularities, 369–376, Contemp. Math., 538, Amer. Math. Soc., Providence, RI, 2011.
- Némethi, András; Okuma, Tomohiro: The embedding dimension of weighted homogeneous surface singularities. J. Topol. 3 (2010), no. 3, 643–667.
- Némethi, András; Popescu-Pampu, Patrick: On the Milnor fibres of cyclic quotient singularities. Proc. Lond. Math. Soc. (3) 101 (2010), no. 2, 554–588.
- Némethi, András; Veys, Willem: Monodromy eigenvalues are induced by poles of zeta functions: the irreducible curve case. Bull. Lond. Math. Soc. 42 (2010), no. 2, 312–322.
- Némethi, András; Popescu-Pampu, Patrick: On the Milnor fibers of sandwiched singularities. Int. Math. Res. Not. IMRN 2010, no. 6, 1041–1061.
- Braun, Gábor; Némethi, András: Surgery formula for Seiberg-Witten invariants of negative definite plumbed 3-manifolds. J. Reine Angew. Math. 638 (2010), 189–208.
- Némethi, András; Okuma, Tomohiro: On the Casson invariant conjecture of Neumann-Wahl. J. Algebraic Geom. 18 (2009), no. 1, 135–149.
- Némethi, András: Poincaré series associated with surface singularities. Singularities I, 271–297, Contemp. Math., 474. Amer. Math. Soc., Providence, RI, 2008.
- Némethi, András; Okuma, Tomohiro: The Seiberg-Witten invariant conjecture for splice-quotients. J. Lond. Math. Soc. (2) 78 (2008), no. 1, 143–154.
- Fehér, L. M.; Némethi, A.; Rimányi, R.: The degree of the discriminant of irreducible representations. J. Algebraic Geom. 17 (2008), no. 4, 751–780.
- Némethi, András: Lattice cohomology of normal surface singularities. Publ. Res. Inst. Math. Sci. 44 (2008), no. 2, 507–543.
- Fernández de Bobadilla, J.; Luengo, I.; Melle-Hernández, A.; Némethi, A.: On rational cuspidal plane curves, open surfaces and local singularities. Singularity theory, 411–442, World Sci. Publ., Hackensack, NJ, 2007.
- Braun, Gábor; Némethi, András: Invariants of Newton non-degenerate surface singularities. Compos. Math. 143 (2007), no. 4, 1003–1036.
- Némethi, András: Graded roots and singularities. Singularities in geometry and topology, 394–463, World Sci. Publ., Hackensack, NJ, 2007.
- Fernández de Bobadilla, Javier; Luengo, Ignacio; Melle Hernández, Alejandro; Némethi, András: Classification of rational unicuspidal projective curves whose singularities have one Puiseux pair. Real and complex singularities, 31–45, Trends Math., Birkhäuser, Basel, 2007.
- Fehér, L. M.; Némethi, A.; Rimányi, R.: Coincident root loci of binary forms. Michigan Math. J. 54 (2006), no. 2, 375–392.

## Díjai
- Széchenyi-díj, 2017

## Külső hivatkozások
- Rényi Alfréd Matematikai Kutatóintézet honlapja